# Рейхман, Лев Иосифович
Лев Ио́сифович Ре́йхман (1901—1940) — начальник 1-го отдела Главного экономического управления (ГЭУ) НКВД СССР, майор государственной безопасности (1937). Входил в состав особой тройки НКВД СССР.

## Биография
Родился в еврейской семье сапожника (по другим данным портного). Окончил 1 класс еврейского ремесленного училища в Чернигове в 1913. С 1914 по 1918 рабочий-слесарь.
С 1919 по 1920 политбоец 1-го Черниговского добровольческого полка, сотрудник политбюро ЧК Бузулукского уезда. Член РКП(б) с 1920. С 1920 по 1921 сотрудник Самарской губернской ЧК, сотрудник, комендант отряда ВЧК по борьбе с бандитизмом (Новороссийск, Анапа). В 1921—1922 уполномоченный Черниговской губернской ЧК, начальник Экономического отдела Нежинского уездного отдела ГПУ. В 1922—1923 политбоец в войсках ГПУ (Теофиполь). В 1923—1926 старший уполномоченный Экономического отдела Новгород-Северского окротдела ГПУ, старший уполномоченный Экономического отдела Полтавского окротдела ГПУ. В 1926—1929 заместитель начальника, помощник начальника Черкасского окротдела ГПУ. В 1929—1930 начальник 4-го отделения Экономического управления ГПУ УССР. В 1930—1932 начальник Экономического отдела Киевского оперативного сектора ГПУ, начальник Экономического отдела Винницкого оперативного сектора ГПУ. В 1932—1933 начальник отделения Экономического управления ГПУ УССР. В 1933—1934 начальник Экономического отдела Одесского облотдела ГПУ, начальник Экономического отдела Донецкого облотдела ГПУ, начальник Экономического отдела УГБ УНКВД Донецкой области, в резерве назначения НКВД УССР. В 1934—1936 начальник Особого отдела УГБ УНКВД Киевской области. В 1936—1937 начальник Запорожского горотдела НКВД, заместитель начальника 3-го отдела УГБ НКВД УССР, заместитель начальника УНКВД Киевской области.
В 1937—1938 заместитель начальника УНКВД Харьковской области, временно исполняющий должность начальника УНКВД Харьковской области. Этот период отмечен вхождением в состав особой тройки, созданной по приказу НКВД СССР от 30.07.1937 № 00447 и активным участием в сталинских репрессиях.
Временно исполняющий должность начальника начальника 3-го отдела УГБ НКВД УССР, затем начальник 7-го отдела 1-го управления НКВД СССР, начальник отдела оборонной промышленности (1-го отдела) ГЭУ НКВД СССР.

## Арест и расстрел
Арестован 24 октября 1938. Расстрелян по приговору ВКВС СССР 26 января 1940. Не реабилитирован.

## Звания
Майор госбезопасности (1937).

## Награды
Награждён орденом Красной Звезды (1937) и знаком «Почётный работник ВЧК-ГПУ».